# Lorenzo Fortunato
Lorenzo Fortunato (Bolonia, 9 de mayo de 1996) es un ciclista profesional italiano que compite con el equipo XDS Astana Team.

## Palmarés
2021
- 1 etapa del Giro de Italia[2]
- Adriática Iónica, más 1 etapa

2023
- Vuelta a Asturias, más 1 etapa

2025
- 1 etapa del Tour de Romandía
- Clasificación de la montaña del Giro de Italia , más premio de la combatividad[3]

## Resultados en Grandes Vueltas
| Carrera | Carrera         | 2019 | 2020 | 2021 | 2022 | 2023 | 2024 | 2025 |
| ------- | --------------- | ---- | ---- | ---- | ---- | ---- | ---- | ---- |
|         | Giro de Italia  | —    | —    | 16.º | 15.º | 21.º | 12.º | 24.º |
|         | Tour de Francia | —    | —    | —    | —    | —    | —    | —    |
|         | Vuelta a España | —    | —    | —    | —    | —    | 16.º | —    |

—: no participa

Ab.: abandono

## Equipos
- Tinkoff (stagiaire) (2016)[1]
- Bardiani-CSF (stagiaire) (2017)[1]
- Neri Sottoli/Vini Zabù (2019-2020)
  - Neri Sottoli-Selle Italia-KTM (2019)
  - Vini Zabù-KTM (2020)
- EOLO-KOMETA Cycling Team (2021-2023)
- Astana (2024-)
  - Astana Qazaqstan Team (2024)
  - XDS Astana Team (2025-)